# SuperCopier
SuperCopier est un logiciel utilitaire pour Windows, destiné à remplacer la fonction de copie de fichiers des gestionnaires de fichiers.
Le logiciel est disponible en anglais, en français, en espagnol et en portugais.

## Fonctionnalités
- Possibilité de mettre la copie en pause,
- affichage et réglage de la vitesse de copie (la copie est légèrement plus rapide qu'avec l'outil intégré à Windows car les vérifications des sommes de contrôle (dites CRC) sont écourtées),
- deux barres de progression, une pour le fichier en cours de copie et une pour la liste complète,
- liste de copie modifiable pendant la copie,
- journal des erreurs (historique (informatique))[3],
- possibilité de sauvegarde et de chargement de la liste de copie,
- lors d'une collision, SuperCopier demande ce qu'il doit faire (écraser, passer, annuler ou renommer soit le nouveau, soit l'ancien fichier),
- lors d'une erreur, SuperCopier demande ce qu'il doit faire (réessayer, passer, annuler ou mettre en fin de liste),

## Historique
- 10 avril 2003 : SuperCopier v1.35[4]
- 14 mars 2005 : SuperCopier 2 beta 1[5], nouvelle interface graphique, nouveau système de copie, multilingue, support des noms de fichiers unicodes...
- 1er août 2005 : SuperCopier 2 beta 1.9[6], correction de multiples bugs, passage en licence GPL.
- 17 août 2009 : SuperCopier v2.2 beta[7], version compatible avec Windows Vista et Windows 7 (y compris dans leur version 64 bits).
- 7 novembre 2012 : SuperCopier v2.3 RC[8], reprise du projet par les développeurs d'ultracopier, amélioration du packaging et de la compatibilité avec les windows récent.
- 21 janvier 2013 : SuperCopier 3[9], portage sur lazarus, support de l'UAC, version portable, 32Bits et 64Bits. Amélioration divers, mais malheureusement, plein de bugs.
- 20 mai 2013 : SuperCopier 4[10], Rebasé sur Ultracopier avec un skin Supercopier, profite de tous ces avantages. Certaines fonctionnalités de Supercopier ne sont pas conservées.
- 21 avril 2015 : SuperCopier change de numérotation de version pour s'aligner avec Ultracopier[11], divers changements dont le mode de commercialisation et le rebasage sur Qt 5.4 (pour mieux supporter Windows Serveur et Linux) ont été faits.

## Logiciels similaires
Divers clones ont vu le jour :
- MiniCopier[12] et Ultracopier, ceux-ci visent plusieurs systèmes d'exploitation contrairement à SuperCopier qui n'est prévu que pour Windows.